# Вилејски рејон
Вилејски рејон (блр. Вілейскі раён; рус. Виле́йский райо́н) је административна јединица другог нивоа на северозападу Минске области у Републици Белорусији.
Административни центар рејона је град Вилејка.

## Географија
Вилејски рејон обухвата територију површине 2.453,81 км² и на 3. је месту по величини у Минској области.
Граничи се са Мјадзељским, Маладзеченским и Лагојским рејонима Минске области, те са Докшицким рејоном Витебске и Смаргонским рејоном Гродњанске области.
Највећи део региона лежи у подручју Нарачанско-Вилејске низије, просечних надморских висина између 150 и 180 метара (максимално 257,4 м). Године 1974. источно од града Вилејке изграђено је вештачко Вилејско језеро површине 63,3 км² и запремине 238 милиона м³.
Клима је умереноконтинентална са просечним јануарским температурама од −6,5°C, и јулским од 17,8 °. Годишња сума падавина је 611 мм. Најважнији водоток је река Вилија са својом притокам Нарачом. Под шумама је 41% површина.
Северни део рејона обухвата мањи део Нарачанског националног парка.

## Историја
Рејон је основан 5. јула 1946. године.

## Демографија
Према резултатима пописа из 2009. на подручју Вилејског рејона стално је било насељено 52.053 становника или у просеку 12,41 ст./км².
Основу популације чине Белоруси (93,89%), Руси (4,48%) и остали (1,63%).

### Насеља
Највеће и најважније насеље у рејону је град Вилејка који је и административни центар рејона и у којем живи више од половине целокупне популације рејона. Рејон је административно подељен на 13 сеоских општина.

## Саобраћај
Преко територије рејона пролази неколико важних саобраћајних праваца од којих су најважнији магистрални друмови Минск—Нарач (Р28) и Барисав—Ашмјани (Р63). Најважнија железничка линија је она на релацији Маладзечна—Полацк.